# 廈門語
廈門語（アモイ語、アモイご、閩南語：廈門話、白話字：Ē-bn̂g-ōe、閩拼：Ê-bbńg-wê、国際音声記号：/e˨˩ bŋ̍˨˨ ue˨˨/）、旧称：廈語、別称：廈門閩南語、は、シナ・チベット語族シナ語派閩語支の閩南語の一方言。閩南語の泉漳片（泉漳語）に属する。福建省廈門市一帯で通用している。
廈門語は、現在、閩南地方で優勢な方言で、シンガポールでの影響力も大きい。中国大陸とシンガポールの放送やテレビ番組では、閩南語の放送は全て厦門語で行われている。
閩南話は、閩南地方、広東・潮汕地区、雷州地区、海陸豊地区、海南島、香港、台湾、東南アジア方面の間で密接な言語的な関係があると言われており、同一の言語の分派であるとされる。 

## 形成
廈門語は泉州語の下位方言である同安語から発展してきた言語（方言）である。同安語を研究すると、必然的に廈門語の形成過程も探究することになる。
アヘン戦争の後、廈門は中国で最も早く対外的に開放された五つの沿岸都市の一つとなった。周辺の泉州・漳州などの土地から人々が厦門へ移入し始め、泉州話と漳州話の特徴を融合した廈門話がこのときから形成され始めた。

## 廈門語内部の差異
『廈門方言志』の記載によれば、廈門島（湖里と思明）、同安、海滄、集美、灌口、杏林の発音には少々の差異がある（注意：ここで使用する地名は廈門の伝統的な地名である。近年の行政区画調整を経た後に使用されている地名はこれとは異なる）。 
| 例字                 | 廈門島内 （湖里区+思明区） | 集美区 | 杏林区 | 灌口鎮       | 海滄区     | 同安区 |
| -------------------- | -------------------------- | ------ | ------ | ------------ | ---------- | ------ |
| 【吹、過、被】の韻母 | e                          | e      | e      | ue           | ue         | ɤ      |
| 【猪、去、除】の韻母 | i（郊区u）                 | u      | u      | u（西北部i） | u（西部i） | ɯ      |
| 【前、千、先】の韻母 | iŋ（郊区で「前」はãĩ）     | ãĩ     | iŋ     | ãĩ           | an         | ãĩ     |
| 【飯、門、黄】の韻母 | ŋ                          | ŋ      | ŋ      | ŋ            | uĩ         | ŋ      |
| 【衫仔、籃仔】の韻母 | ã ã                        | ã ã    | ã ã    | ã ã          | ã ã        | ãĩ ã   |
| 【平、硬、星】の韻母 | ĩ                          | ĩ      | ĩ      | ɛ̃            | ɛ̃          | ĩ      |
| 【月、袜、缺】の韻母 | eˀ                         | eˀ     | eˀ     | ueˀ          | ueˀ        | ɤˀ     |

## 声母
廈門島の中心城区（湖里と思明）で高齢の廈門人が使用している廈門話には14個の声母がある。（以下は国際音声記号を用いる）
|        |        | 唇音 | 唇音 | 歯茎音 | 歯茎音 | 歯茎硬口蓋音 | 歯茎硬口蓋音 | 軟口蓋音 | 軟口蓋音 | 声門音 |
| 無声   | 有声   | 無声 | 有声 | 無声   | 有声   | 無声         | 有声         | 無声     |          |        |
| ------ | ------ | ---- | ---- | ------ | ------ | ------------ | ------------ | -------- | -------- | ------ |
| 鼻音   | 鼻音   |      | [m]  |        | [n]    |              |              |          | [ŋ]      |        |
| 破裂音 | 無気音 | [p]  | [b]  | [t]    | [d]    |              |              | [k]      | [ɡ]      | [ʔ]    |
| 破裂音 | 有気音 | [pʰ] |      | [tʰ]   |        |              |              | [kʰ]     |          |        |
| 破擦音 | 無気音 |      |      | [ʦ]    | [ʣ]    | [ʨ]          | [ʥ]          |          |          |        |
| 破擦音 | 有気音 |      |      | [ʦʰ]   |        | [ʨʰ]         |              |          |          |        |
| 摩擦音 | 摩擦音 |      |      | [s]    |        | [ɕ]          |              |          |          | [h]    |
| 接近音 | 接近音 |      |      |        | [l]    |              |              |          |          |        |

このうち、[b][l][g]は鼻母音の前ではその影響を受けて[m][n][ŋ]に変化する。一般的に、中国大陸の学者はこの3つをバリエーションと見なして独立の声母とは認めないが、台湾の学者は独立の声母と見なす傾向がある。

### 声母の変化
- 閩南語中では、廈門語の[ʣ]が最も早い時期に消失し、[l]に変化した。[ʣ]は普通話のrに対応するが、現在の普通話でrで読まれる文字は、廈門語ではしばしば[l]で発音される。
- [l]は元は[d]の音だったが、次第に弱くなって[l]に近づき、最終的には完全に[l]に同化した。1950年代から60年代には、この[d]の破裂音成分が残っていたが、現在では完全に失われている。
- [ʦ][ʦʰ][s]は標準的な歯茎音であって、[ʨ][ʨʰ][ɕ]（普通話のj,q,x）には置き換えはできないが、普通話の影響を受けて、1970年代には、[ʦ][ʦʰ][s]の後に斉歯音（「斉歯呼」、iで始まる重母音）が続くときに、[ʨ][ʨʰ][ɕ]に変わる現象が見られ始めた。
- 普通話の影響を強く受けたのが、若年層で[g]の音が消失してゼロ声母に変化していく現象である（普通話では[g]の音は数百年前にはすでに消失してゼロ声母に変わっていた）。若年層には、この声母が存在することに気づいていない人が大変多い（例えば、廈門語の「我[gua]」を普通話の「哇[ua]」と同じと思っている）。廈門学者もこの問題に意識を向けており、閩南語の教材では、[g]の音を正確に発音するよう、特に強調している。
- 現在、若年層の多くは[b]の音を正確に発音できるが、普通話の影響を受けて，この音を[m]と誤認している場合がある（[p]を[b]と誤認しているケースもある）。普通話でゼロ声母となるために、廈門語で[b]となる文字（例：「霧」）で、[b]が脱落する人が若年層には見られる。廈門学者もこの問題に意識を向けており、閩南語の教材では、[b]の音を正確に発音するよう、特に強調している。

## 韻母
廈門島の中心地区で高齢の廈門人が話す廈門語には、78個の韻母が確認される。
[a][ɔ][o]([ɤ])[e][i][u][ai][au][iu][ia][io][iau][ui][ua][ue][uai]
[ã][ɔ̃][ẽ][ĩ][ãĩ][ãũ][iũ][iã][iãũ][uĩ][uẽ][uã][uãĩ]（注意：[ũ]は単独では出現せず、必ず他の母音との組み合わせで現れる）
[am][im][iam][m][an][in][iɛn][un][uan][aŋ][ɔŋ][iŋ][iaŋ][iɔŋ][uaŋ][ŋ]（注意：このうち、[m]と[ŋ]は単独で韻母を成す）
[ip][iap][ap][it][iɛt][at][ut][uat][ik][iak][ak][ɔk][iɔk]
[aˀ][ɔˀ][oˀ][eˀ][aiˀ][auˀ][iˀ][iaˀ][ioˀ][iuˀ][iauˀ][uˀ][uiˀ][uaˀ][ueˀ][uaiˀ][mˀ][ŋˀ]
[ẽˀ][ãˀ][ɔ̃ˀ][ãiˀ][ãuˀ][ĩˀ][iãˀ][iãuˀ][uẽˀ][uãiˀ]（[uĩˀ]の表記もある）

### 韻母の変化
[o]の元来の発音は、唇を丸くすぼめる音だが、市の中心部では、唇の両端を広げる[ɤ]となる人もいる。
若年層では閉鎖音韻尾の[-t]が弱化して脱落する人もいる。5種類の[it][ut][at][uat][iat]のうち、[it]と[ut]の[-t]が最も脱落しやすい傾向にある。閩南語の教材では学者によってこの点は特に強調されている。

## 声調
| 声調名 | 閩南方言大詞典の声調記号 | 閩南方言大詞典の声調記号 | 臺羅、白話字の声調記号 | 臺羅、白話字の声調記号 | 声調値 | 発声の説明 |
| ------ | ------------------------ | ------------------------ | ---------------------- | ---------------------- | ------ | ---------- |
| 声調名 | 声調番号                 | 閩拼表記                 | 声調番号               | 臺羅、白話字の表記     | 声調値 | 発声の説明 |
| 陰平   | 1                        | ̄ ā                       | 1                      | 無し (a)               | 44     | 半高平     |
| 陽平   | 2                        | ˊ á                      | 5                      | ˆ (â)                  | 24     | 升         |
| 陰上   | 3                        | ˇ ǎ                      | 2                      | ˊ (á)                  | 53     | 高降       |
| 陽上   | 4(無し)                  |                          | 6                      |                        |        | 陽去に合流 |
| 陰去   | 5(4)                     | ˋ à                      | 3                      | ˋ (à)                  | 21     | 降         |
| 陽去   | 6(5)                     | ˆ â                      | 7                      | - (ā)                  | 22     | 半低平     |
| 陰入   | 7(6)                     | ̄ āp, āt, āk, āh          | 4                      | 無し (ah/ap/at/ak)     | 32     | 中降促     |
| 陽入   | 8(7)                     | ˊ áp, át, ák, áh         | 8                      | ˈ (a̍h/a̍p/a̍t/a̍k)        | 4      | 半高促     |

### 声調の変化
若い人の多くは入声（声調番号7・8）を正確に発音できるが、入声が脱落する人もいる。脱落しても、声調値は変わらないが、発声の長さが長くなる。廈門学者は閩南語の教材でこの問題を頻繁に強調している。

### 連続変調
| 前の文字の声調                      | 陰平 44  | 陽平 24 | 上声 53 | 陰去 21 | 陽去 22 | 陰入 32    | 陰入 32            | 陽入 4             |
| 前の文字の声調                      | 陰平 44  | 陽平 24 | 上声 53 | 陰去 21 | 陽去 22 | 陰入（-ʔ） | 陰入（-p、-t、-k） | 陽入 4             |
| 白話字の表記法 （かっこ内は実例）   | 無し (a) | ˆ (â)   | ˊ (á)   | ˋ (à)   | - (ā)   | 無し (ah)  | 無し (ap/at/ak)    | ˈ (a̍h/a̍p/a̍t/a̍k)    |
| 閩南拼音の表記法 （かっこ内は実例） | ̄ (ā)     | ˊ (á)   | ˇ (ǎ)   | ˋ (à)   | ˆ (â)   | ̄ (āh)      | ̄ (āp, āt, āk)      | ˊ (áp, át, ák, áh) |
| 前の文字の変調                      | 陽去 22  | 陽去 22 | 陰平 44 | 上声 53 | 陰去 21 | 陽入 4     | 陰去 21            | 陰去 21            |
| 例字                                | 山水     | 危機    | 本錢    | 故事    | 任務    | 鐵釘       | 竹筒               | 獨自               |

上の表のルールをまとめると以下のようになる。
- 陰平(44)と陽平(24)はともに陽去(22)へ変調。
- 上声(53)は陰平(44)へ変調。
- 陰去(21)は上声(53)へ変調。
- 陽去(22)は陰去(21)へ変調。
- 陰入(32)は陽入(4)へ変調。
- 陽入(4)は陰去(21)へ変調。

## 文白異読
閩南語の文白異読（文白岐読とも呼ぶ）は極めて複雑で、かなり多数の文字に文読と白読の双方が備わり、異なる音による互換性がない。
言語学者、羅常培による『厦門方言研究』での統計調査「方言調査字表」によると、3,758の漢字のうち、40.6％に当たる1,529文字に文白異読の現象が確認されている。最も多いのは、文読・白読が一つずつのケースで、これが全体の90％を占めている。その他の学者の統計調査には若干の相違はあるものの、基本的には、閩南語の文白異読が漢語系言語のうちでは最も複雑であることで見解が一致している。
大多数の語は文読・白読がそれぞれ一つずつである。
異読には語義を区別する作用がある。例えば、「加工」は、[ka kaŋ]と読めば「加工」の意味だが（普通話と同じ意味）、[ke kaŋ]と読めば「多此一挙」（「余計なことをする」）の意味となる。「功課」は、文読の[kɔŋ kho₃]では「学校の教科」の意味だが、白読の[khaŋ khe₃]では「仕事」の意味である。
文読と白読の両方の読み方が許容される語もある。例えば、「黄河」は、文読では[hɔŋ₅ ho₅]だが、民衆の間では慣習的に白読の[ŋ₅ ho₅]もある。
方言差もある。例えば、「大学」は、廈門語では白読だが、台湾では文読で読まれる。

## 文字
廈門語の表記には漢字が使われる。ただし、普通話と違って廈門語の筆記ができる人は少なく、廈門語に使う漢字の規範ルールも統一されておらず、中には、普通話の発音で廈門語を表記する人もいる（例えば、「我」を「哇」と書く）。廈門学者による正字法の確立・推進に向けた動きはすでに始まっていて、辞書の出版や規範の浸透が期待されているところである。
発音には、中国の言語学者は国際音声記号(IPA)を用いるが、1955年に福建省の人民政府によって制定された「閩南方言拼音方案」（台湾では「普閩典」と呼ばれている）の音声記号も存在する。中国大陸で出版される閩南語の教科書ではこの「閩南語拼音方案」の記号が省略や修正を経て多用されている。ただし、大多数の民衆は閩南語の正式な教育を受けておらず、この拼音方案の存在も知るところではない。
ローマ字による廈門語の発音表記（「羅馬化系統白話字(POJ)」）に関しては、最も早い時期の事例としてキリスト教会による19世紀のものがあるが、その他のものとしては、台湾の学者による「台湾閩南語羅馬字拼音方案」(TLPA)、「台語通用拼音」(DT)などがある。いずれにしても、これらの発音表記法は廈門の民衆には知られていない。

## 現状
現在のところ、政府の施策による普通話推進、方言追放の影響から、1980年代以降、廈門における若年層の廈門語レベルは大きく低下しており、これに加えて外部からの人口の流入もあって、閩南語の廈門話が普通話によって徐々に駆逐されつつある。
閩南系の台湾人が使用する台湾語は廈門語とかなりの程度一致しており、台湾語のうちで最も勢力を持つなまりは漳州音寄りの漳・泉の混合なまりであり（廈門語の海滄なまりと灌口なまりに近い）、第二の勢力を持つなまりは泉州音寄りの漳・泉の混合なまりであり、大半の音韻は廈門語（「島内腔」、島内なまり）に類似している。台湾における情報宣伝戦の戦略上、中華人民共和国の政府はテレビ局「廈門広播電視集団」による廈門衛星テレビと「閩南之声広播」の放送を認めており、廈門語への救済的な効果がもたらされている。
その他、廈門学者の間では廈門語保存の重要性が認識されており、各種の廈門語の書籍が出版され、廈門語教育の努力も続けられている。民間で行われている廈門語の漢字表記の規範を取り入れて廈門語正字法を確立しようとする動きもある。こうした運動の成果もあって、廈門市の政府は2009年9月から、廈門市の一部の幼稚園と小学校で『閩南の方言と文化』の課程を先駆的に開設する計画を打ち出している。2010年にはテスト対象の範囲が拡大され、2011年、幼稚園・小学校・中学校で全面的に展開される予定である。
廈門の地下鉄車両内では、普通話・廈門語・英語の3言語による案内放送が行われている。
ネット上では、近年、自発的に閩南語の文章を書こうとする人が現れたり、微博のグループができるなどの動きが出てきている。